# ارشد الصالحی
ارشد الصالحی (عربی: أرشد الصالحی، ترکی: Erşat Salihi) سیاستمدار تُرکمان عراقی است که از مه ۲۰۱۱، جبهه ترکمن عراق را رهبری می‌کند و از سال ۲۰۱۰ نماینده پارلمان عراق است.

## سنین جوانی و تحصیل
صالحی در سال ۱۹۵۹ در منطقه مصلی کرکوک متولد شد. وی تحصیلات ابتدایی و متوسطه را در کرکوک گذراند و در سال ۱۹۷۸ وارد دانشکده علوم دانشگاه بغداد شد.

## فعالیت حرفه‌ای

پرچم جبهه ترکمان‌های عراق

پس از پایان دبیرستان، صالحی شروع به شرکت در فعالیت‌های سیاسی طرفدار ترکمان کرد و در نتیجه توسط دولت بعث در سال ۱۹۷۹ دستگیر شد. وی ۹ سال در زندان ابوغریب به عنوان زندانی سیاسی به سر برد. برادر بزرگتر او توسط دولت اعدام شد و خانواده‌اش به مناطق جنوبی عراق تبعید شدند.
ارشد پس از سقوط صدام در سال ۲۰۰۳، نماینده جبهه ترکمن‌های عراق در زادگاهش مصلی شد. پس از سال ۲۰۰۴، وی به مدت ۴ سال به عنوان نماینده حزب در سوریه فعالیت کرد. در سال ۲۰۰۸ در کنگره ترکمن عراق، او به عنوان رئیس حزب در کرکوک انتخاب شد. ارشد الصالحی در انتخابات پارلمانی ۲۰۱۰ از کرکوک به عنوان نماینده پارلمان عراق انتخاب شد.
در سال ۲۰۱۱، خانه وی با حمله خمپاره‌ای آسیب دید و وی در سال ۲۰۱۳ از یک ترور، جان سالم به در برد. در ماه مه ۲۰۱۱، جانشین سعدالدین ارگچ شد و رهبری جبهه ترکمان عراق را بدست گرفت. در سال ۲۰۱۴ وی نایب رئیس حزب شد. در سال ۲۰۱۴، صالحی به عنوان رئیس کمیته حقوق بشر پارلمان عراق انتخاب شد.